# 加州州立大學奇科分校
加州州立大學奇科分校（英語：California State University, Chico，縮寫Chico State）是加利福尼亞州立大學系統內、位於美國加利福尼亞州奇科的一所公立大學，成立於1887年。 2015年《美國新聞與世界報道》將其排在“西部地區大學”類中的第35位。

## 校区
奇科分校面积119英畝（48公頃），另外拥有一个800英畝（320公頃）大的农场。该大学最早的建筑始建于1887年9月，属浪漫主义风格，共三层，另有地下一层，该建筑在1927年毁于大火，1929年在原址上建起了现在的行政大楼肯德尔堂（Kendall Hall）。

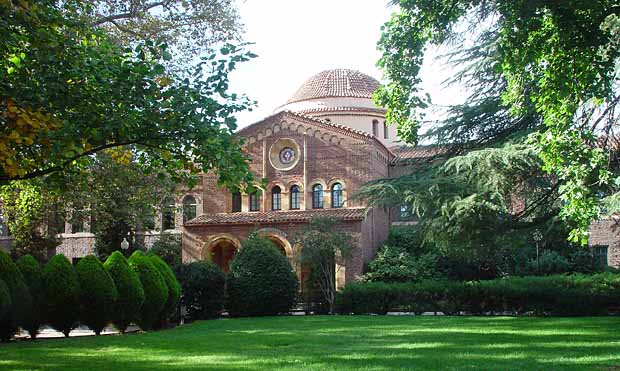
Kendall Hall

而现存最早的建筑为1921年完工的科卢萨堂（Colusa Hall），现用于举办会议和公共活动。

## 外部連結
- 官方網站（页面存档备份，存于）
- Official Athletics website（页面存档备份，存于）

39°43′54″N 121°50′58″W / 39.73167°N 121.84944°W